# Christopher Markus et Stephen McFeely
Pour les articles homonymes, voir Markus.
Christopher Markus et Stephen McFeely sont deux scénaristes américains, travaillant en duo. Ils ont écrit six films de l'univers cinématographique Marvel ainsi que la saga Le Monde de Narnia.

## Biographie
Christopher Markus
Markus est né le 16 octobre 1969, à Buffalo, dans l'Etat de New York. Son père est un médecin d'origin hongroise et sa mère est infirmière. Il a deux sœurs. Markus obtient son diplôme en écriture créative de l'université Rutgers en 1991. Il est marié depuis avril 2012 à Claire Saunders.
Stephen McFeely
McFeely est né le 24 février 1970 à Walnut Creek en Californie et a grandi dans la région de San Francisco Bay. Il obtient son diplôme d'anglais de l'Université de Notre Dame en 1991.
Collaborations
Markus et McFeely se sont rencontrés dans le programme d'écriture créative de l'Université de Californie à Davis en 1994 et espéraient devenir écrivains, mais devant l'impossibilité de vivre de leurs plumes, ils se sont tournés vers l'écriture de scénario. Après avoir décroché leurs masters en 1996, ils déménagent à Los Angeles pour leur carrière, en vivant d'abord de petits boulots comme réceptionnistes dans des entreprises de production de films. Après avoir un agent, ils deviennent scénaristes professionnels en 1998 avec un script jamais réalisé autour d'une histoire vraie de meurtre à Los Angeles. Ils ont commencé à se faire connaitre avec un script acheté par HBO Films pour un drame biographique sur la vie de Peter Sellers. Avec The Life and Death of Peter Sellers en 2004, ils remportent le Primetime Emmy Award for Outstanding Writing for a Miniseries, Movie or a Dramatic Special. Ils travaillent ensuite sur la saga Le Monde de Narnia, puis sur plusieurs films de l'univers cinématographique Marvel.
Ils continuent leur collaboration avec Anthony et Joe Russo après quatre films écrits et réalisés ensemble en écrivant The Gray Man avec Ryan Gosling et Chris Evans, puis The Electric State avec Millie Bobby Brown.

## Filmographie
Sauf indication contraire, les informations mentionnées dans cette section peuvent être confirmées par la base de données cinématographiques IMDb,  présente dans la section « Liens externes ».

### Cinéma

#### Scénaristes
- 2004 : Moi, Peter Sellers (The Life and Death of Peter Sellers) de Stephen Hopkins
- 2005 : Le Monde de Narnia : Le Lion, la Sorcière blanche et l'Armoire magique (The Chronicles of Narnia: The Lion, the Witch and the Wardrobe) d'Andrew Adamson
- 2007 : You Kill Me de John Dahl
- 2008 : Le Monde de Narnia : Le Prince Caspian (The Chronicles of Narnia: Prince Caspian) d'Andrew Adamson
- 2010 : Le Monde de Narnia : L'Odyssée du Passeur d'Aurore (The Chronicles of Narnia: The Voyage of the Dawn Treader) de Michael Apted
- 2011 : Captain America: First Avenger de Joe Johnston
- 2013 : No Pain No Gain (Pain and Gain) de Michael Bay
- 2013 : Thor : Le Monde des ténèbres (Thor: The Dark World) d'Alan Taylor
- 2014 : Captain America : Le Soldat de l'hiver (Captain America: The Winter Soldier) d'Anthony et Joe Russo
- 2016 : Captain America: Civil War d'Anthony et Joe Russo
- 2018 : Avengers: Infinity War d'Anthony et Joe Russo
- 2019 : Avengers: Endgame d'Anthony et Joe Russo
- 2022 : The Gray Man d'Anthony et Joe Russo
- 2024 : The Electric State d'Anthony et Joe Russo

Prochainement
- 2026 : Avengers: Doomsday d'Anthony et Joe Russo (Stephen McFeely seul)
- 2027 : Avengers: Secret Wars d'Anthony et Joe Russo (Stephen McFeely seul)

#### Producteurs délégués
- 2019 : Avengers: Endgame d'Anthony et Joe Russo
- 2022 : The Gray Man d'Anthony et Joe Russo
- 2023 : Tyler Rake 2 (Extraction 2) de Sam Hargrave
- 2024 : The Electric State d'Anthony et Joe Russo

### Télévision
- 2014-2016 : Agent Carter (Marvel's Agent Carter) (également créateurs et producteurs délégués)

## Distinctions
Récompenses
- Primetime Emmy Award :
  - Primetime Emmy Award du meilleur scénario pour une mini-série ou un téléfilm 2005 (Moi, Peter Sellers)
- Writers Guild of America Awards :
  - Meilleur téléfilm 2006 (Moi, Peter Sellers)

Nominations
- Saturn Award :
  - Saturn Award du meilleur scénario 2006 (Le Monde de Narnia : Le Lion, la Sorcière blanche et l'Armoire magique)
- Prix Hugo :
  - Meilleur film 2006 (Le Monde de Narnia : Le Lion, la Sorcière blanche et l'Armoire magique)
  - Meilleur film 2012 (Captain America: First Avenger)
- Humanitas Prize :
  - Meilleur film 2006 (Le Monde de Narnia : Le Lion, la Sorcière blanche et l'Armoire magique)
- British Independent Film Awards :
  - Meilleur scénario 2004 (Moi, Peter Sellers)
- Science Fiction and Fantasy Writers of America :
  - Prix Ray-Bradbury 2012 (Captain America: First Avenger)